# Micropholis submarginalis
Micropholis submarginalis är en tvåhjärtbladig växtart som beskrevs av João Murça Pires och Terence Dale Pennington. Micropholis submarginalis ingår i släktet Micropholis och familjen Sapotaceae. IUCN kategoriserar arten globalt som starkt hotad. Inga underarter finns listade i Catalogue of Life.